# Senectoppia complicatum
Senectoppia complicatum är en kvalsterart som först beskrevs av Paoli 1908.  Senectoppia complicatum ingår i släktet Senectoppia och familjen Granuloppiidae. Inga underarter finns listade i Catalogue of Life.